# Fjärde Guldsmedstjärnen
Fjärde Guldsmedstjärnen är en sjö i Rättviks kommun i Dalarna och ingår i Dalälvens huvudavrinningsområde.